# Robert Venables
Robert Venables (1613–1687) est un général anglais. Il a secondé William Penn (amiral) dans la conquête de la Jamaïque espagnole par les Anglais en 1655, dans le cadre du Western Design d'Oliver Cromwell.
Fils de Robert Venables, d'Antrobus, dans le Cheshire, il devient gouverneur de Liverpool à l'âge de 35 ans, en 1648 puis sert dans l'armée du Parlement en Irlande de 1649 à 1654.
Les troupes commandées par Robert Venables partirent en décembre 1654 d'Angleterre. Après avoir échoué à prendre Saint-Domingue, le 10 mai 1655, il débarque dans l'île de la Jamaïque à la tête de 40 vaisseaux et 10000 hommes. La Jamaïque devient alors un repaire de pirates et restera anglaise jusqu'à son indépendance. Les espagnols capitulent dès le lendemain et fuient vers le nord de l'île, en libérant tous leurs esclaves noirs. En juillet, il cède le poste de gouverneur au major-général Richard Fortescue.
En 1657, l'amiral Robert Blake vainquit la flotte espagnole des Indes Occidentales  à la bataille de Santa Cruz de Tenerife et la même année, le gouverneur de la Jamaïque invita les boucaniers à s'établir à Port Royal afin de dissuader les Espagnols d'attaquer. En 1657 et 1658, ces derniers, venant de Cuba, échouèrent dans leurs tentatives de reconquête de la Jamaïque lors de la Bataille de Ocho Rio et de celle de Rio Nuevo.